# Martwica płetw
Martwica płetw – choroba ryb. Dotyczy przede wszystkim płetwy ogonowej.

## Etiologia
Do wystąpienia martwicy predysponują następujące czynniki: urazy mechaniczne, zły stan sanitarny zbiornika, zbyt niska temperatura wody, niewłaściwe żywienie, nadmierne naświetlanie promieniami UV. Czynniki te powodują osłabienie odporności ryb. Efektem tego jest możliwość namnażania się na płetwach ryb bakterii. Izoluje się przede wszystkim gatunki bakterii należące do rodzajów Pseudomonas, Aeromonas i Haemophilus.

## Występowanie
Martwica jest chorobą ryb często występującą w warunkach hodowli akwariowej. Chorują ryby różnych gatunków. Przyczyną choroby mogą być również akwaria zanieczyszczone odchodami i resztkami pokarmowymi.

## Źródła zakażenia i patogeneza
Martwica płetw występuje u ryb w różnym wieku jednak szczególnie wrażliwe są osobniki młode, które masowo giną. Niewłaściwe warunki panujące w akwarium powodują osłabienie odporności co skutkuje infekcją bakteryjną. 

## Objawy
Pierwszymi objawami choroby jest delikatne zmętnienie krawędzi płetwy ogonowej i ewentualnie płetwy piersiowej. Tkanka martwicza wyraźnie odgranicza się od zdrowej tkanki. Jest zabarwienia niebiesko-białego, co szczególnie dobrze widać pod lupą. 

## Zmiany anatomopatologiczne
Zmiany dotyczą płetw ze szczególnym nasileniem zmian płetwy ogonowej. W trakcie rozwoju choroby dochodzi do skrócenia i wystrzępienia płetw. U osobników młodych po pewnym czasie trwania choroby płetwa ogonowa całkowicie odpada. U osobników dorosłych odpadanie płetwy jest bardzo rzadkie. W zaawansowanej chorobie u nasady płetwy pojawiają się wybroczyny oraz ubytki tkanki nazywane wrzodami. W takim wrzodzie stwierdza się białawą tkankę martwiczą. W tym stadium choroby następuje śnięcie ryb.

## Rozpoznawanie
Rozpoznanie tej choroby jest bardzo proste. Polega na wzrokowym stwierdzeniu ubytków płetw. Również wzrokowo można zaobserwować występowanie tkanki martwiczej na krawędziach chorych płetw. Również charakterystyczne jest posuwanie się procesu chorobowego od obwodu do nasady płetwy.

## Leczenie
Osobniki chore ze zmianami chorobowymi sięgającymi aż do nasady płetw należy wyeliminować. Pozostałe chore ryby poddajemy kąpielom w roztworach związków chemicznych takich jak dwuchromian potasu, siarczan miedzi. Można również stosować kąpiele w roztworach antybiotyków. Używamy do tego celu np. tetracykliny, oksytetracykliny, neomycyny. Podajemy również antybiotyki w karmie. Można też przed rozpoczęciem leczenia odciąć martwe części płetw nożyczkami.

## Zapobieganie
Profilaktyka polega przede wszystkim na stosowaniu kwarantanny dla ryb nowo zakupionych. Należy zapewnić tym rybom warunki zbliżone do takich, w których były trzymane. Należy unikać gwałtownych zmian pH i twardości wody. Duże znaczenie ma również stopniowe zmienianie temperatury wody z takiej, w jakiej były trzymane, na temperaturę panującą w akwarium. Natomiast aby uniknąć choroby ryb posiadanych od dawna należy regularnie wymieniać wodę, zapewnić odpowiedni pokarm oraz nie przepełniać akwarium rybami.